# Lobelia vagans
Lobelia vagans là loài thực vật có hoa trong họ Hoa chuông. Loài này được Balf.f. mô tả khoa học đầu tiên năm 1877.